# Lindenberg (Userin)
Lindenberg ist ein Ortsteil der Gemeinde Userin im Landkreis Mecklenburgische Seenplatte im Süden Mecklenburg-Vorpommerns. Der Ortsteil hatte am 31. Dezember 2016 14 Einwohner.

## Geografie und Verkehrsanbindung
Lindenberg liegt nordöstlich des Kernortes von Userin. Am nördlichen Ortsrand verläuft die Landesstraße L 25, am östlichen Rand verläuft die Straße nach dem nördlich gelegenen Hohenlanke, einem Ortsteil der Stadt Neustrelitz. Östlich fließt der Kammerkanal, nordöstlich erstreckt sich der 347,3 ha große Zierker See.

## Sehenswürdigkeiten
Das am nördlichen Ortsrand liegende Arboretum Lindenberg beherbergt 20 ausländische Baumarten und einheimische Gehölze, teilweise mit beeindruckenden Wuchsleistungen.